# TT Isla de Man de 1969
El TT Isla de Man de 1969 fue la cuarta prueba de la temporada 1969 del Campeonato Mundial de Motociclismo. El Gran Premio se disputó del 7 al 13 de junio de 1969 en el circuito de Snaefell Mountain Course.
Con la retirada de muchos equipos de fábricas japonesas (Honda, Suzuki y Yamaha) el TT van Man perdió mucha emoció. Los tiempos de vuelta, especialmente en el Lightweight 125 cc TT, fueron mucho más lentos sin las motos de fábrica. La cilindrada de 50cc ya no se celebró. Durante los entrenamientos, Arthur Lavington falleció.

## Resultados Senior 500cc
En la carrera de Senior TT, Giacomo Agostini (MV Agusta) casi se aseguraba el título de campeón mundial. Después de todo, no había un "segundo hombre" claro en el ranking. Los otros seis lugares del podio en las anteriores carreras fueron ocupados por seis personas diferentes. Agostini se lo tomó con calma en el Senior. A pesar de las excelentes condiciones climáticas, realizó su vuelta más rápida a solo 170 km/h en promedio, mientras que Mike Hailwood lo había hecho dos años antes a 175 km/h. La emoción estaba en la batalla por el segundo lugar, detrás de una brecha impuesta por Ago. Allí, Alan Barnett (Kirby-Métisse) fue inicialmente amenazado por Derek Woodman (Seeley-Matchless), Tom Dickie (Kuhn-Seeley-Matchless) y Alberto Pagani (LinTo). Barnett amplió su ventaja en la segunda vuelta. Agostini estaba casi nueve minutos por delante de Barnett al final, pero este también lo había hecho bien al terminar más de medio minuto más rápido que Tom Dickie.
| Pos.    | Piloto              | Equipo                  | Tiempo    | Pts. |
| ------- | ------------------- | ----------------------- | --------- | ---- |
| 1       | Giacomo Agostini    | MV Agusta               | 2:09"40'2 | 15   |
| 2       | Alan Barnett        | Kirby-Métisse-Matchless | 2:18"12'6 | 12   |
| 3       | Tom Dickie          | Kuhn-Seeley-Matchless   | 2:18"44'2 | 10   |
| 4       | Derek Woodman       | Seeley-Matchless        | 2:19"03'4 | 8    |
| 5       | John Trevor Findlay | Norton                  | 2:21"15'6 | 6    |
| 6       | Ron Chandler        | Seeley-Matchless        | 2:21"42'8 | 5    |
| 7       | Steve Jolly         | Seeley-Matchless        | 2:24"51'0 | 4    |
| 8       | Selwyn Griffiths    | Matchless               | 2:25"36'0 | 3    |
| 9       | Peter Darvill       | Norton                  | 2:25"37'6 | 2    |
| 10      | Steve Spencer       | Métisse-Matchless       | 2:26"06'0 | 1    |
| 11      | Brian Adams         | Norton                  | 2:27"18'4 |      |
| 12      | Vincent Duckett     | Matchless               | 2:27"22'0 |      |
| 13      | Malcolm Moffat      | Matchless               | 2:29"11'8 |      |
| 14      | Hans-Otto Butenuth  | BMW                     | 2:29"36'4 |      |
| 15      | Keith Heckless      | Norton                  | 2:29"58'6 |      |
| 16      | Geoff Barry         | Oakley-Matchless        | 2:30"35'4 |      |
| 17      | Albert Spooner      | Norton                  | 2:30"47'0 |      |
| 18      | Brian Moses         | Norton                  | 2:31"04'2 |      |
| 19      | William Kane        | Matchless               | 2:32"14'2 |      |
| 20      | Phil O'Brien        | Matchless               | 2:35"20'0 |      |
| 31      | Ross Hannan         | Norton                  | 2:58"55'2 |      |
| Ret     | Jack Findlay        | LinTo                   | Ret       |      |
| Ret     | Kel Carruthers      | Aermacchi               | Ret       |      |
| Ret     | Brian Steenson      | Seeley-Matchless        | Ret       |      |
| Ret     | John Williams       | Métisse-Matchless       | Ret       |      |
| Ret     | Malcolm Uphill      | Norton                  | Ret       |      |
| Ret     | Frank Perris        | Suzuki                  | Ret       |      |
| Ret     | Bill Smith          | Matchless               | Ret       |      |
| Ret     | Selwyn Griffiths    | Matchless               | Ret       |      |
| Ret     | Alberto Pagani      | LinTo                   | Ret       |      |
| Ret     | Angelo Bergamonti   | Paton                   | Ret       |      |
| Ret     | Tony Jefferies      | Triumph                 | Ret       |      |
| Fuente: |                     |                         |           |      |

## Resultados Junior 350cc
Giacomo Agostini completó el Junior TT a un ritmo turístico que, al final del día, le dio 10 minutos por delante de Brian Steenson y Jack Findlay (ambos Aermacchi ) Agostini fue, a pesar del excelente clima, por debajo de los cuatro minutos y en promedio 3 km/h más lento que en 1968. Kel Carruthers, quien había conducido el Benelli de 250cc por primera vez esta semana, cayó aquí con la Aermacchi en la vuelta final.
| Pos. | Piloto              | Moto               | Tiempo    | Pts. |
| ---- | ------------------- | ------------------ | --------- | ---- |
| 1    | Giacomo Agostini    | MV Agusta          | 2:13"25'4 | 15   |
| 2    | Brian Steenson      | Aermacchi          | 2:23"36'4 | 12   |
| 3    | Jack Findlay        | Aermacchi          | 2:24"41'2 | 10   |
| 4    | Tom Dickie          | Seeley-AJS         | 2:26"13'0 | 8    |
| 5    | Terry Grotefeld     | Yamaha             | 2:26"44'0 | 6    |
| 6    | Selwyn Griffiths    | AJS                | 2:29"27'6 | 5    |
| 7    | John Trevor Findlay | Norton             | 2:29"29'4 | 4    |
| 8    | Billie Guthrie      | Yamaha             | 2:29"51'8 | 3    |
| 9    | Mike Hatherill      | Aermacchi          | 2:29"53'6 | 2    |
| 10   | Roy Graham          | Aermacchi          | 2:30"53'0 | 1    |
| 11   | Keith Heckles       | Norton             | 2:30"56'0 |      |
| 12   | Ron Chandler        | Seeley-AJS         | 2:30"58'8 |      |
| 13   | Steve Jolly         | Highley-Seeley-AJS | 2:31"06'0 |      |
| 14   | Tony Rutter         | Yamaha             | 2:31"06'4 |      |
| 15   | John Williams       | Arter-AJS          | 2:31"07'4 |      |
| 16   | Peter Darvill       | Norton             | 2:31"17'0 |      |
| 17   | Dave Simmonds       | Kawasaki           | 2:31"33'8 |      |
| 18   | Roly Capper         | Capper-AJS         | 2:31"34'4 |      |
| 19   | Mick Andrew         | Kuhn-Seeley-AJS    | 2:31"37'2 |      |
| 20   | Vincent Duckett     | Aermacchi          | 2:45"36'6 |      |
| 22   | Tony Jefferies      | AJS                |           |      |
| 47   | Gordon Keith        | Brown-Yamaha       | 2:31"58'4 |      |
| Ret  | Kel Carruthers      | Aermacchi          | Ret       |      |
| Ret  | Ivar Sauter         | Aermacchi          | Ret       |      |
| Ret  | František Šťastný   | Jawa               | Ret       |      |
| Ret  | Bill Smith          | Honda              | Ret       |      |
| Ret  | Billie McCosh       | Aermacchi          | Ret       |      |
| Ret  | Derek Chatterton    | Yamaha             | Ret       |      |
| Ret  | Phil Read           | Padgett-Yamaha     | Ret       |      |
| Ret  | Rodney Gould        | Yamaha             | Ret       |      |
| Ret  | Tommy Robb          | Aermacchi          | Ret       |      |
| Ret  | Angelo Bergamonti   | Aermacchi          | Ret       |      |
| Ret  | Martin Carney       | Shepherd           | Ret       |      |

## Resultados Lightweight 250cc
El Lightweight 250 cc TT, Renzo Pasolini se había sometido a una cirugía de emergencia para reparar su clavícula rota, pero aún no estaba en forma para disputar la TT Isla de Man. Benelli pidió a dos conductores que manejaran su costosa cuatro cilindros: Kel Carruthers y Phil Read. MZ también tuvo un problema después de que Heinz Rosner se rompiera una clavícula en los entrenamientos. El triunfo inicialmente estuvo entre Carruthers, Read y Rodney Gould (Yamaha TD 2). Carruthers tuvo que acostumbrarse al Benelli, lo que le permitió a Gould correr más rápido durante algunas vueltas. Carruthers luego fue más rápido, por lo que Gould y Read lucharon por el segundo lugar. Sin embargo, ambos fallaron: la Yamaha de Rodney Gould se detuvo en la tercera vuelta sin gasolina y Read tuvo problemas para cambiar y en la quinta vuelta cambió incorrectamente y se tuvo que retirar. Eso hizo que Frank Perris con su Suzuki acabara segundo y Santiago Herrero con el OSSA, tercero. Herrero ahora se ponía a liderar la general de la cilindrada.
| Pos. | Piloto             | Moto             | Tiempo    | Pts. |
| ---- | ------------------ | ---------------- | --------- | ---- |
| 1    | Kel Carruthers     | Benelli          | 2:21"35'2 | 15   |
| 2    | Frank Perris       | Suzuki           | 2:24"59'3 | 12   |
| 3    | Santiago Herrero   | OSSA             | 2:26"21'0 | 10   |
| 4    | Mick Chatterton    | Yamaha           | 2:29"01'0 | 8    |
| 5    | Frank Whiteway     | Suzuki           | 2:30"41'4 | 6    |
| 6    | Derek Chatterton   | Yamaha           | 2:31"46'0 | 5    |
| 7    | Stan Woods         | Yamaha           | 2:32"15'2 | 4    |
| 8    | František Šťastný  | Jawa             | 2:32"25'2 | 3    |
| 9    | Ian Richards       | Yamaha           | 2:34"13'0 | 2    |
| 10   | Gordon Keith       | Yamaha           | 2:34"22'0 | 1    |
| 11   | Billy Guthrie      | Yamaha           | 2:34"58'0 |      |
| 12   | Ken Kay            | Aermacchi        | 2:40"48'2 |      |
| 13   | Roy Boughey        | Honda            | 2:44"02'4 |      |
| 14   | A. Allen           | Bultaco          | 2:44"08'8 |      |
| 15   | Roy Tolan          | Yamaha           | 2:47"08'8 |      |
| 16   | John Kidson        | Moto Guzzi       | 2:47"24'8 |      |
| 17   | Hans-Otto Butenuth | Honda            | 2:48"15'6 |      |
| 18   | Barry Smith        | Thompson-Suzuki  | 2:48"16'0 |      |
| 19   | Les Iles           | Greeves          | 2:49"49'4 |      |
| 20   | Norman Dunn        | Ewing-Yamaha     | 2:50"49'6 |      |
| Ret  | Jack Findlay       | Yamaha           | Ret       |      |
| Ret  | Billie Nelson      | Doncaster-Yamaha | Ret       |      |
| Ret  | Chas Mortimer      | Yamaha           | Ret       |      |
| Ret  | Dave Simmonds      | Kawasaki         | Ret       |      |
| Ret  | Dick Pipes         | Yamaha           | Ret       |      |
| Ret  | John Ringwood      | Yamaha           | Ret       |      |
| Ret  | Phil Read          | Benelli          | Ret       |      |
| Ret  | Rodney Gould       | Yamaha           | Ret       |      |
| Ret  | Malcolm Uphill     | Suzuki           | Ret       |      |
| Ret  | Angelo Bergamonti  | Aermacchi        | Ret       |      |
| DNS  | Heinz Rosner       | MZ               | DNS       |      |

### Lightweight 125 cc TT
Con la no presencia del equipo de fábrica Yamaha, la velocidad promedio en Lightweight 125 cc TT cayó drásticamente. Sin embargo, Dave Simmonds no tenía que preocuparse por la competencia. Cees van Dongen, ganador en España, y Jean Auréal, ganador en Francia, ni siquiera estaban en la carrera. Ahora el único peligro vino de una de las primeras apariciones de la nueva Aermacchi Ala d'Oro 125 de dos tiempos con Kel Carruthers al frente. Simmonds le dio a Kawasaki su primera victoria en la Isla de Man TT por delante de Kel Carruthers.
| Pos. | Corredor            | Moto        | Tiempo    | Pts. |
| ---- | ------------------- | ----------- | --------- | ---- |
| 1    | Dave Simmonds       | Kawasaki    | 1:14"34'6 | 15   |
| 2    | Kel Carruthers      | Aermacchi   | 1:20"27'2 | 12   |
| 3    | Gary Dickinson      | Honda       | 1:21"10'6 | 10   |
| 4    | Steve Murray        | Honda       | 1:21"36'2 | 8    |
| 5    | John Kiddie         | Honda       | 1:23"48'0 | 6    |
| 6    | Carl Ward           | Bultaco     | 1:24"17'8 | 5    |
| 7    | John Shacklady      | Bultaco     | 1:24"37'0 | 4    |
| 8    | Charles Garner      | Bultaco     | 1:25"49'6 | 3    |
| 9    | Jean-Louis Pasquier | Bultaco     | 1:26"39'2 | 2    |
| 10   | Tom Loughridge      | Bultaco     | 1:27"12'8 | 1    |
| 11   | David Barton        | Honda       | 1:27"37'2 |      |
| 12   | Bill Rae            | Bultaco     | 1:27"49'2 |      |
| 13   | John Pearson        | Bultaco     | 1:28"34'8 |      |
| 14   | Bill Barker         | Honda       | 1:29"28'0 |      |
| 15   | Les Iles            | Bultaco     | 1:29"46'4 |      |
| 16   | Bobo Ware           | Bultaco-BSA | 1:30"23'0 |      |
| 17   | John Weed           | Honda       | 1:30"35'0 |      |
| 18   | Nev Watts           | Honda       | 1:30"49'8 |      |
| 19   | Chris Gregory       | Honda       | 1:30"51'6 |      |
| 20   | Barrie Dickinson    | Yamaha      | 1:31"32'8 |      |
| Ret  | Barry Smith         | Derbi       | Ret       |      |
| Ret  | Chas Mortimer       | Villa       |           |      |
| Ret  | John Lawley         | Bultaco     | Ret       |      |
| Ret  | John Ringwood       | MZ          | Ret       |      |
| Ret  | Tommy Robb          | Bultaco     | Ret       |      |
| Ret  | Martin Carney       | Shepherd    | Ret       |      |
| DSQ  | Fred Launchbury     | Bultaco     | DSQ       |      |